# 玉洪瑶族乡
玉洪瑶族乡是中华人民共和国广西壮族自治区百色市凌云县下辖的一个民族乡。

## 行政区划
玉洪瑶族乡下辖以下村级行政区划单位：
玉保村、上谋村、下谋村、莲灯村、乐凤村、岩佃村、八里村、乐里村、合祥村、江更村、九江村、盘贤村、那力村、那洪村、伟达村、东兰村、伟利村和汪田村。